# Плейстоценові відклади
Плейстоценові відклади — відслонення, геологічна пам'ятка природи місцевого значення в Україні. Розташовані поблизу села Ванжулів Кременецького району Тернопільської області. Охоплює західну стінку в глиняному кар'єрі. 
Площа — 0,02 га. Оголошені об'єктом природно-заповідного фонду рішенням Тернопільської обласної ради від 18 березня 1994 року. Перебуває у віданні місцевого сільськогосподарського підприємства. 
Під охороною — відслонення плейстоценових ґрунтів — класичного варіанту формування ґрунтів у автоморфних умовах. Опорний розріз для лесово-ґрунтової серії півчнічної частини Поділля. Простежуються всі стратиграфічні лесові й палеоґрунтові горизонти верхнього та середнього плейстоцену (дубнівські, горохівські, коршівські, луцькі викопні ґрунти). Є серія яскраво виражених палеокріогенових структур та культурні горизонти середнього і верхнього палеоліту.
Загальна потужність плейстоценових відкладів — близько 20 м. Має наукову цінність.